# Боздех, Эммануил
Эммануил (Эмануель) Боздех (чеш. Emanuel Bozdech; 21 июля 1841, Прага, Австрийская империя — пропал без вести 10 февраля 1889, там же) — чешский драматург, переводчик, критик и журналист.

## Биография
Сын пражского торговца крупами, который потерял большую часть своего имущества во время революции 1848 года. Учился в немецкой школе у пиаристов, затем изучал право и философию в Пражском университете. После его окончания занимался репетиторством.
С 1869 года — драматург Королевского провинциального чешского театра (ныне Национальный театр (Прага)). После конфликта с его директором Йозефом Коларжем, в 1876 году ушёл из театра. Работал театральным критиком немецкоязычных газет Prager Tagblatt и Prager Abendblatt.
По воспоминаниям современников, был закрытым человеком, имел мало друзей, в последние годы жизни страдал от депрессий и хронических заболеваний. Пропал без вести 10 февраля 1889 года. Результаты расследования и дополнительно найденная информация показали, что он, скорее всего, покончил жизнь самоубийством, прыгнув в бурную Влтаву.

## Творчество
Автор популярных в то время комедий из жизни «высшего» общества: «Ошибающееся сердце» (1865), «Из времён котильонов» (1867), «Авантюристы» (1872), «Господин Мира в халате» (1876), «Генерал без армии» (1889), «Барон Герц», «Искушение государственного человека» и др.
Пьесы Э. Боздеха сценичны, занимательны, но весьма легковесны (его называли «чешским Сарду»). Лучшая пьеса драматурга — драма «Барон Герц» (1868, Временный театр).
Переводил на немецкий и с немецкого на чешский. Писал эссе.